# Fayona de Eiros

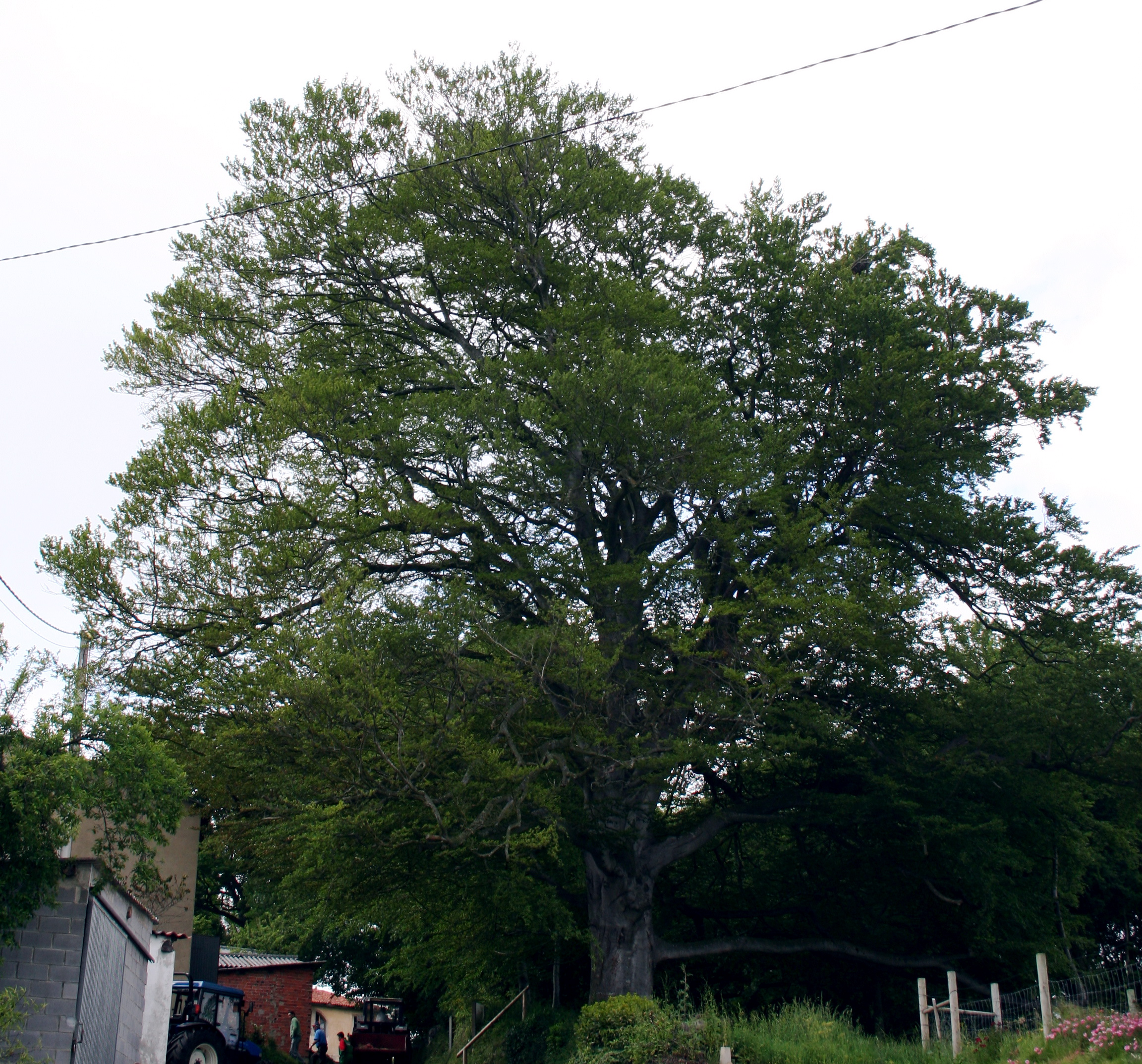

La Fayona de Eiros era un ejemplar de haya situado en el pueblo de Eiros, en el concejo de Tineo (Asturias), perteneciente a la especie Fagus sylvatica. En 2009 tenía una altura de 28 metros, una copa de 30 metros y un diámetro de tronco de 4,45 metros. Se cree que su edad sobrepasaba ampliamente los 200 años. Fue fotografiada por José Ramón Cuervo-Arango.
Fue declarado Monumento Natural el 27 de abril de 1995.
El árbol estaba debilitado por un hongo y en enero de 2009 fue derribado por un vendaval. Esto dañó aún más sus raíces, haciendo inviable su reimplantación.

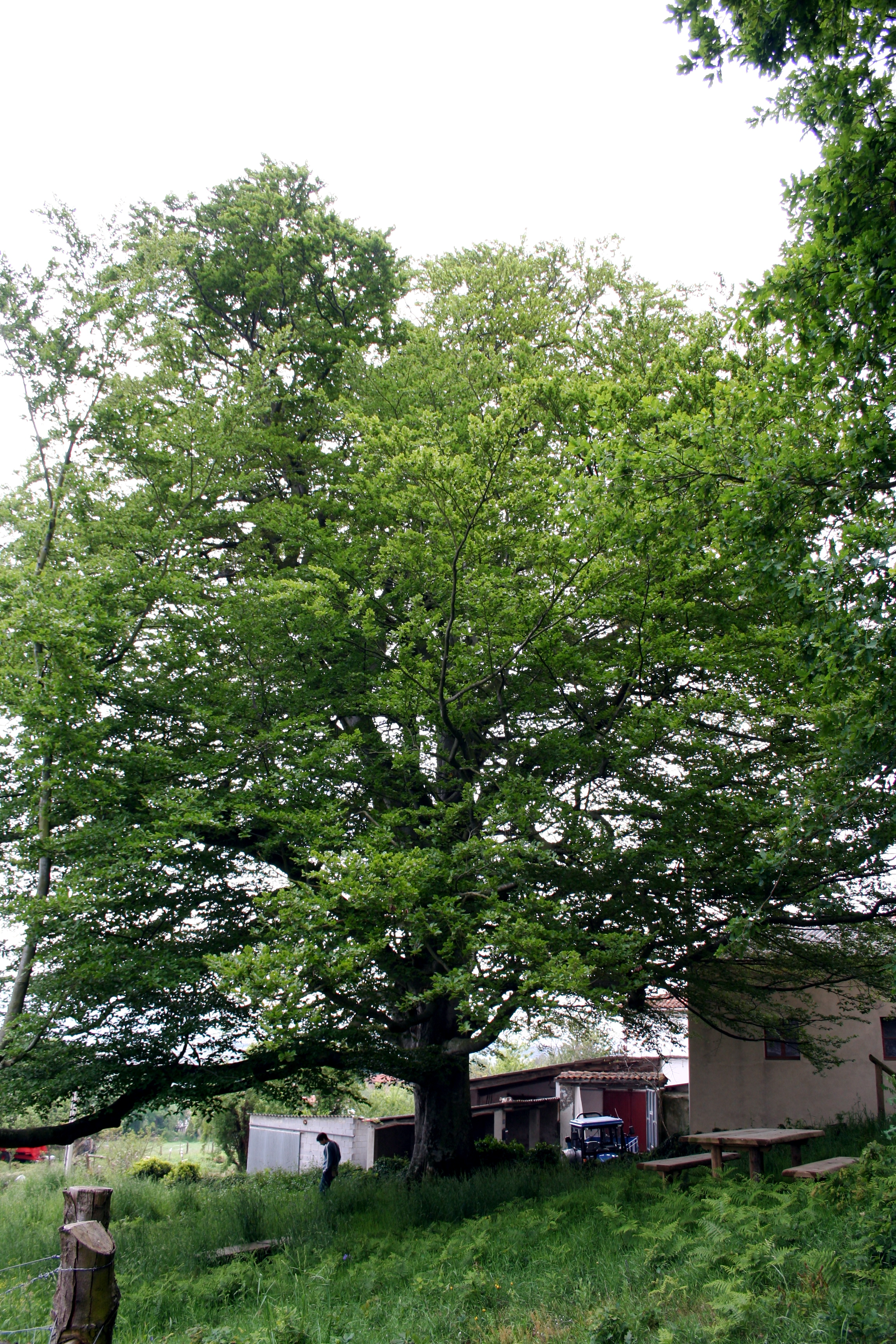
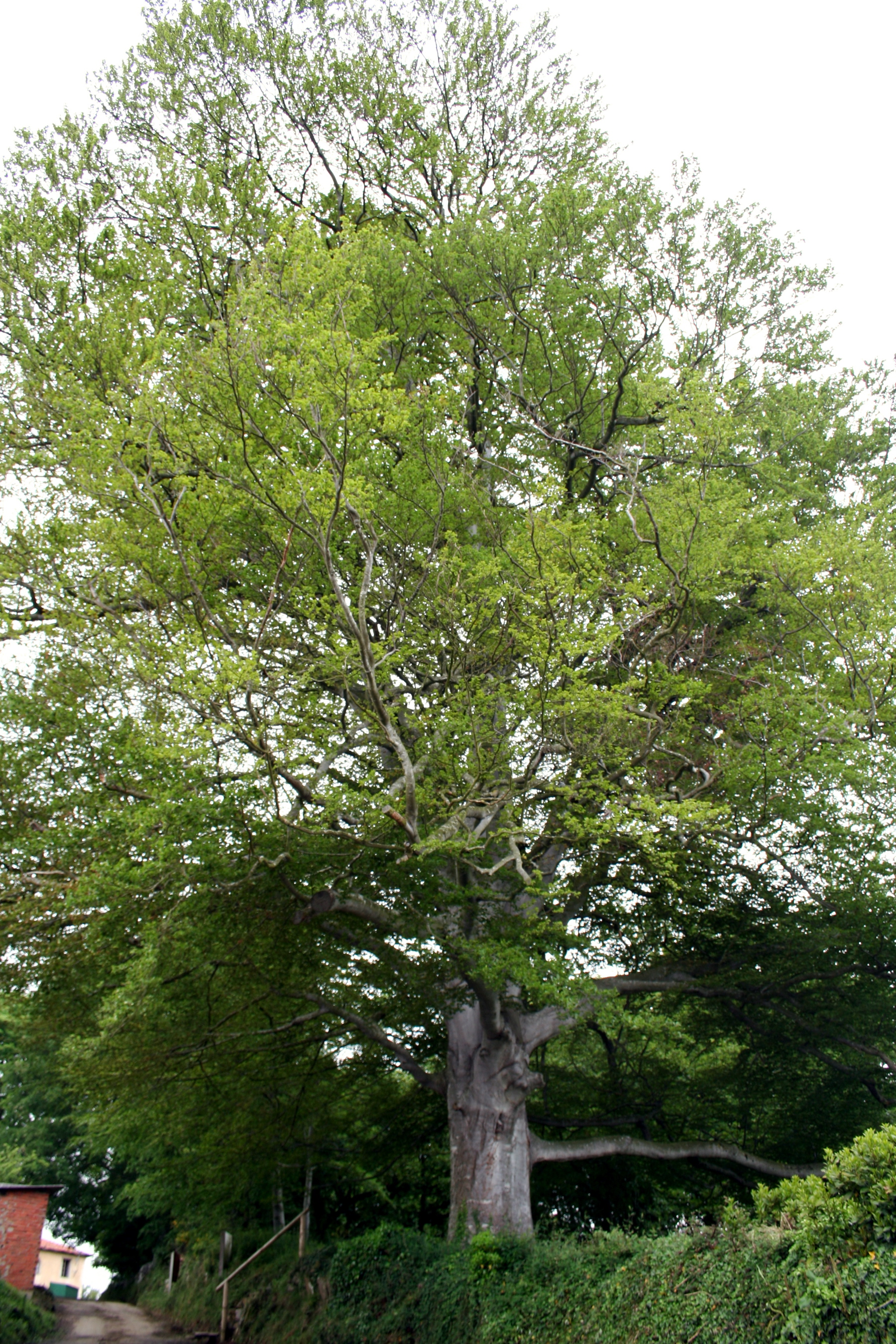
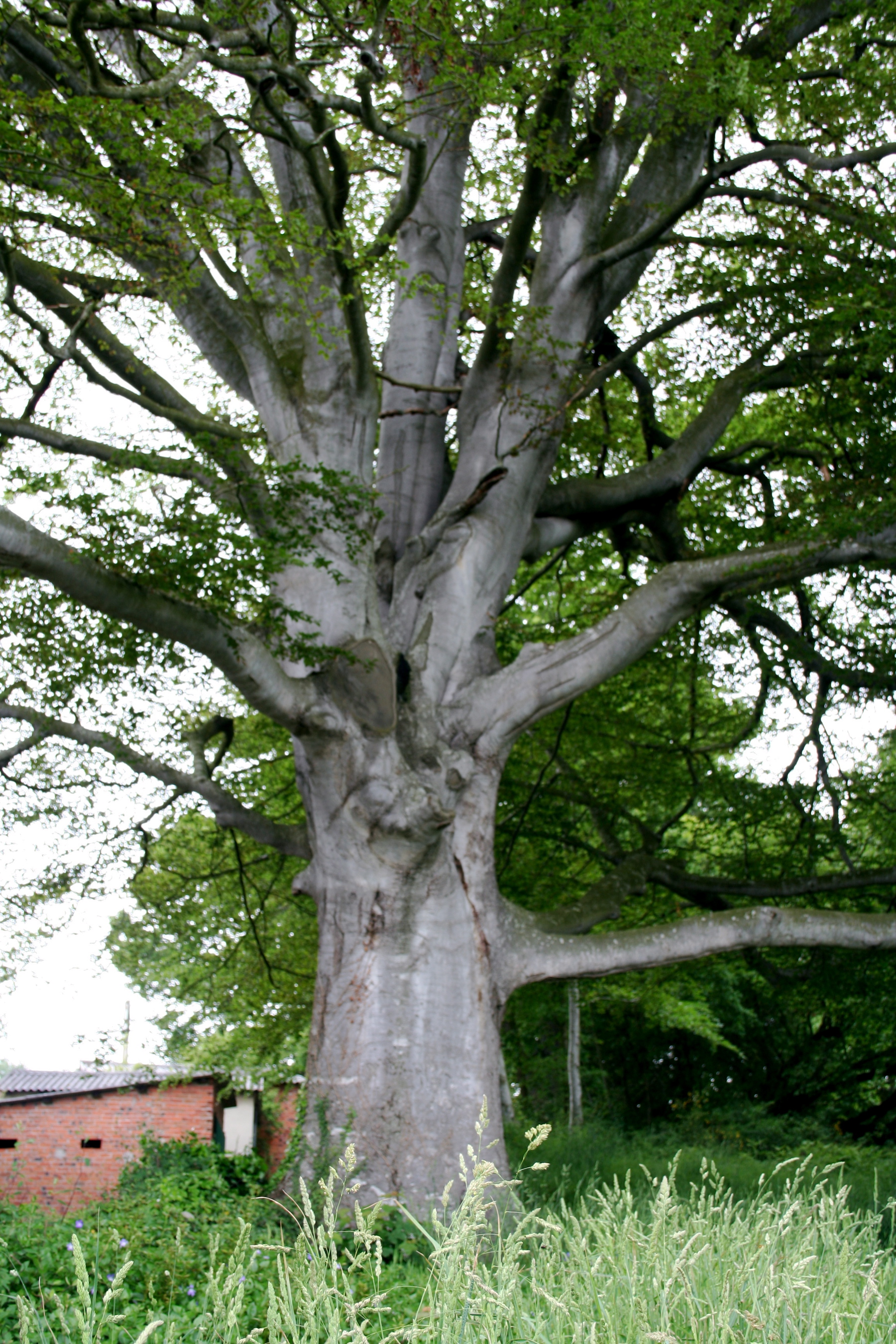